# Gent–Wevelgem 2011
Der 73. Rad-Halbklassiker Gent–Wevelgem fand am 27. März 2011 statt. Das Eintagesrennen war Teil der UCI World Tour 2011 und innerhalb dieser das sechste Rennen. Die Distanz des Rennens betrug 205 Kilometer.

## Die Teilnehmer
| ProTeams Quickstep Omega Pharma-Lotto Saxo Bank SunGard ag2r La Mondiale Lampre-ISD Liquigas-Cannondale Pro Team Astana Leopard Trek Rabobank Vacansoleil-DCM Katjuscha Euskaltel-Euskadi Movistar Team Sky ProCycling BMC Racing Team Garmin-Cervélo HTC-Highroad Team RadioShack Professional Continental Teams Landbouwkrediet Topsport Vlaanderen Verandas Willems Skil-Shimano Team Europcar FDJ Cofidis, le Crédit en Ligne |

Startberechtigt waren die 18 ProTeams. Zusätzlich wurden vom Veranstalter Wildcards an sieben Professional Continental Teams vergeben, darunter die belgischen Mannschaften Landbouwkrediet, Topsport Vlaanderen-Mercator und Veranda’s Willems-Accent. Jedes Team ging mit acht Fahrern an den Start.
Als Favoriten für den Sieg galten vier Sprinter des Teams HTC-Highroad, das drei der letzten vier Austragungen gewonnen hatte: Titelverteidiger Bernhard Eisel aus Österreich, Matthew Goss, Sieger von Mailand-Sanremo, sowie Mark Cavendish und Alex Rasmussen. Während Goss das Rennen nach 100 Kilometern wegen einer Erkältung aufgab, stürzte Cavendish 23 Kilometer vor dem Ziel und war dadurch aller Chancen beraubt. Als ein ebenfalls starkes Team wurde Garmin-Cervélo betrachtet, das mit Sprinter Tyler Farrar, dem Weltmeister Thor Hushovd und dem Vorjahreszweiten Sep Vanmarcke aus dem Gastgeberland Belgien drei potenzielle Sieger an den Start schickte. Auch Quickstep mit dem Belgier Tom Boonen, dem deutschen Sprinter Gerald Ciolek und dem französischen Profi Sylvain Chavanel sowie Omega Pharma-Lotto mit dem deutschen Sprinter André Greipel und dem Eintagesspezialisten Philippe Gilbert schienen für verschiedene Rennsituationen gerüstet. Beachtenswert waren vor dem Startschuss zudem Alessandro Ballan, Marcus Burghardt und Greg Van Avermaet, Klassikerspezialisten vom BMC Racing Team, Juan Antonio Flecha und Geraint Thomas von Sky ProCycling und auch Leif Hoste, Filippo Pozzato, Luca Paolini und Sergei Iwanow (alle Katjuscha) sowie Nick Nuyens von Saxo Bank SunGard, der wenige Tage zuvor das Rennen Dwars door Vlaanderen gewonnen hatte, welches Gent-Wevelgem in Charakter und Streckenführung sehr ähnlich ist.

## Die Strecke
Der Start lag in Deinze, einem Ort südwestlich von Gent. Das Peloton fuhr zuerst in nordwestliche Richtung nach Oostende. Danach ging es an der Nordsee entlang nach Süden. Nach 128 Kilometern stand der erste Hügel mit Kopfsteinpflaster-Belag, eine sogenannte Helling, auf dem Programm. Innerhalb der folgenden vierzig Kilometer mussten 14 Hellingen befahren werden. Die letzten 35 Kilometer verliefen ohne topographische Schwierigkeiten nach Osten zum Zielort Wevelgem.

## Rennverlauf
Die Ausreißergruppe des Tages bestand aus dem französischen Meister Thomas Voeckler vom Team Europcar, den Belgiern Romain Zingle von Cofidis, le Crédit en Ligne und Steven Van Vooren (Topsport Vlaanderen) sowie den beiden Niederländern Bram Schmitz von Veranda’s Willems-Accent und Albert Timmer von Skil-Shimano. Der Maximalvorsprung der Ausreißer betrug knapp fünf Minuten, bevor Timmer und Schmitz zurückfielen. Dank der Tempoarbeit von Voeckler wurde die Gruppe dann erst am Monteberg 35 Kilometer vor Wevelgem eingeholt. Ungefähr dreißig Kilometer vor dem Ziel attackierten Peter Sagan von Liquigas-Cannondale und sein Teamkollege Maciej Bodnar. Dem Slowaken und dem Polen folgten der Franzose Sylvain Chavanel von Quickstep und der Brite Ian Stannard (Sky ProCycling). Das Quartett erarbeitete sich bis zu vierzig Sekunden Vorsprung vor dem Hauptfeld, in dem vor allem Omega Pharma-Lotto die Nachführarbeit leistete. Vier Kilometer vor der Ankunft musste sich Bodnar entkräftet ob seiner Tempoarbeit zurückfallen lassen, Stannard griff an. Auf den letzten 1000 Metern wurden Sagan und Chavanel vom Feld erreicht, Stannard musste erst 300 Meter vor dem Zielstrich die Segel streichen. Gert Steegmans zog seinem Quickstep-Kameraden Tom Boonen schließlich den Sprint an, den Boonen überlegen vor Daniele Bennati von Leopard Trek und Tyler Farrar (Team Garmin-Cervélo) gewann und damit zum zweiten Mal nach 2004 bei Gent-Wevelgem siegreich war. Bester Deutscher war André Greipel auf Rang vier. Es folgten Lloyd Mondory (ag2r La Mondiale), der Australier Mitchell Docker und der beste Österreicher Bernhard Eisel von HTC-Highroad.

## Endstand
|     | Fahrer           | Nation             | Team                | Zeit         |
| --- | ---------------- | ------------------ | ------------------- | ------------ |
| 1.  | Tom Boonen       | Belgien            | Quickstep           | 4:35:00 h    |
| 2.  | Daniele Bennati  | Italien            | Leopard Trek        | gleiche Zeit |
| 3.  | Tyler Farrar     | Vereinigte Staaten | Team Garmin-Cervélo | gleiche Zeit |
| 4.  | André Greipel    | Deutschland        | Omega Pharma-Lotto  | gleiche Zeit |
| 5.  | Lloyd Mondory    | Frankreich         | ag2r La Mondiale    | gleiche Zeit |
| 6.  | Mitchell Docker  | Australien         | Skil-Shimano        | gleiche Zeit |
| 7.  | Bernhard Eisel   | Osterreich         | HTC-Highroad        | gleiche Zeit |
| 8.  | Kristof Goddaert | Belgien            | ag2r La Mondiale    | gleiche Zeit |
| 9.  | Lars Boom        | Niederlande        | Rabobank            | gleiche Zeit |
| 10. | Baden Cooke      | Australien         | Saxo Bank SunGard   | gleiche Zeit |